# La Princesse aux huîtres
Pour plus de détails, voir Fiche technique et Distribution.
La Princesse aux huîtres (Die Austernprinzessin) est un film allemand réalisé par Ernst Lubitsch, sorti en 1919.

## Synopsis
Jalouse du mariage prestigieux de la fille du magnat du cirage, Ossi (Ossi Oswalda), fille de Quaker (Victor Janson), le magnat des huîtres américain, intime à son père l'ordre de lui trouver un mari immédiatement, sous peine de la voir détruire la maison, ce à quoi Quaker répond qu'il lui promet de la marier à un prince. Il charge un entremetteur de lui trouver un prince digne de ce nom. Ce dernier trouve le prince Nucki (Harry Liedtke), prince allemand au bord de la faillite. Ayant envoyé son valet Josef (Julius Falkenstein) en reconnaissance, Ossi croit qu'il s'agit du prince Nucki, et épouse le valet sans lui demander son reste...

## Fiche technique
- Titre : La Princesse aux huîtres
- Titre original : Die Austernprinzessin
- Réalisation : Ernst Lubitsch
- Scénario : Hanns Kräly, Ernst Lubitsch
- Photographie : Theodor Sparkuhl
- Musique originale : Peter Vermeersch, William Davies (partition 1992)
- Décors : Rochus Gliese, Kurt Richter
- Production : Paul Davidson
- Société de production et de distribution : Projektion-AG Union
- Pays de production : Allemagne (République de Weimar)
- Format : Noir et blanc - 35 mm - 1,37:1
- Genre : comédie
- Langue : allemand, muet
- Durée : 60 minutes
- Dates de sortie :
  - Allemagne : 26 juin 1919

## Distribution
- Ossi Oswalda : Ossi, fille du roi des huîtres
- Victor Janson : Quaker, roi des huîtres
- Julius Falkenstein : Josef, le valet du prince Nucki
- Harry Liedtke : Prince Nucki
- Max Kronert : Seligsohn, l'entremetteur
- Curt Bois : le chef d'orchestre
- Hans Junkermann
- Albert Paulig